# Ziya Bunyadov
Ziya Bunyadov (en azéri : Ziya Musa oğlu Bünyadov, né le 21 décembre 1923 à Astara et mort le 21 février 1997 à Bakou) est un historien azerbaïdjanais, académicien et vice-président de l'Académie nationale des sciences d’Azerbaïdjan. 

## Biographie
Ziya Bunyadov est né le 21 décembre 1923 dans la ville d'Astara en Azerbaïdjan. Son père, originaire du village de Bibiheybat près de Bakou, était douanier et, en raison de son travail, la famille Bunyadov a changé plusieurs fois d’habitation. Après avoir terminé ses études secondaires (lycée) à Goychay en 1939, il rejoint l'école militaire de Bakou. Bunyadov est participant de la Seconde Guerre mondiale et Héros de l'Union soviétique. Il part au front en 1942 et participe à la prise de Varsovie et de Berlin.

## Carrière scientifique
Après la guerre, Ziya Bunyadov est diplômé de l'Institut d'études orientales de Moscou et en 1954, il soutient sa thèse de doctorat. Dr. Bunyadov  retourne à Bakou et commence à travailler à l'Institut d'histoire de l'Académie des sciences de la RSS d'Azerbaïdjan. Ici, il occupe le poste d'associé de recherche puis d'un scientifique en chef, chef de l'Institut d'histoire, membre correspondant de l'Académie des sciences et académicien titulaire et vice-président de l'Académie des sciences. Il est l'auteur et l'éditeur de nombreuses monographies, livres et articles sur l'histoire du Caucase.

## Assassinat
Le 21 février 1997, Ziya Bunyadov est assassiné à l'entrée de son appartement à Bakou. Il est enterré dans l'allée d'honneur.